# Stardust Crusaders
Stardust Crusaders (jap. スターダストクルセイダース Sutādasuto kuruseidāsu) – manga autorstwa Hirohiko Arakiego, trzecia z części serii JoJo’s Bizarre Adventure. Ukazywała się na łamach magazynu „Shūkan Shōnen Jump” wydawnictwa Shūeisha od kwietnia 1989 do kwietnia 1992. Całość została zebrana w 16 tomach. W Polsce prawa do dystrybucji serii nabyło wydawnictwo Japonica Polonica Fantastica.
Akcja toczy się około 50 lat po wydarzeniach z Battle Tendency i opowiada o Jotaro Kujo, wnuku Josepha Joestara, japońskim licealiście i buntowniku, który budzi w sobie Star Platinum, duchowego strażnika z nadludzkimi zdolnościami, znanego jako stand. Razem ze swoim dziadkiem i innymi użytkownikami standów, wyrusza w podróż do Kairu w Egipcie, aby pokonać Dio, który okazuje się być żywy i pragnie zemsty na rodzinie Joestarów.
Jest to jedna z najpopularniejszych części serii JoJo’s Bizarre Adventure, ponieważ wprowadziła koncepcję standów, co wyróżniało ją na tle poprzedniczek. Ta popularność zaowocowała powstaniem gier komputerowych, dwóch light novel oraz dwóch serii OVA. Telewizyjny serial anime, zatytułowany JoJo’s Bizarre Adventure: Stardust Crusaders, wyprodukowany przez studio David Production, był emitowany w Japonii od kwietnia 2014 do czerwca 2015.

## Fabuła
W Japonii, w 1987 roku, Jotaro Kujo, wnuk Josepha Joestara, został aresztowany i odmawia opuszczenia celi, wierząc, że jest opętany przez złego ducha. Po wezwaniu przez Holly, córkę Josepha i matkę Jotaro, Joseph przybywa z towarzyszem, Mohammedem Avdolem. Wyjaśniają oni, że „zły duch” Jotaro jest tak naprawdę manifestacją jego ducha walki, zwaną standem, i ujawniają, że oni sami również posiadają standy. Joseph wyjaśnia, że nagłe pojawienie się ich standów jest spowodowane przez nemezis jego dziadka, Jonathana Joestara: Dio Brando, teraz po prostu nazywanego Dio (zapisywane wielkimi literami). Dio przeżył swoją ostateczną walkę z Jonathanem, odcinając głowę swojego przeciwnika i przytwierdzając do jego ciała swoją własną głowę. Szykując się teraz do podboju świata, Dio przebudził swój własny stand (co spowodowało przebudzenie standów w reszcie linii krwi Joestarów z powodu jego użycia ciała Jonathana) i zwerbował zabójców używających standów, aby zabić pozostałych potomków Jonathana. Niedługo później Jotaro wykorzystuje swój stand, później nazwany Star Platinum, aby pokonać pierwszego z zabójców, ucznia z wymiany o imieniu Noriaki Kakyoin, którego następnie uwalnia spod z kontroli Dio. Wkrótce Holly zaczyna ciężko chorować z powodu manifestacji jej standu, który powoli ją zabija z powodu jej słabej osobowości. Bez wahania Jotaro, Joseph, Avdol i Kakyoin rozpoczynają podróż do Egiptu, aby zabić Dio i uratować życie Holly. Po drodze pokonują kolejnego kontrolowanego zabójcę, Jeana Pierre’a Polnareffa, który później dołącza do misji, aby zabić Dio i pomścić śmierć swojej siostry, której morderca jest wśród ludzi Dio.
Zmuszeni do podróży pieszo po tym, jak zabójcy Dio udaremnili ich podróż samolotem i statkiem, grupa spotyka Hol Horse’a oraz mordercę siostry Polnareffa, J. Geila, w Kalkucie. Podczas konfrontacji Avdol pozornie ginie. Polnareff zabija J. Geila z pomocą Kakyoina, a reszta grupy rusza dalej w stronę Pakistanu. Po pokonaniu matki Geila, lojalistki Dio imieniem Enya, grupa dociera do Morza Czerwonego, gdzie Polnareff dowiaduje się, że Avdol sfingował swoją śmierć, aby zdobyć łódź podwodną, co pozwala im dotrzeć do Egiptu.
Po przybyciu do Abu Simbel, do bohaterów dołącza Iggy, boston terrier z własnym standem. Następnie stawiają czoła pierwszemu z dziewięciu użytkowników standów nazwanych na cześć egipskich bóstw (zamiast dotychczasowego motywu tarota). Kakyoin zostaje ranny w walce i trafia do szpitala, by dojść do siebie. Po pokonaniu kolejnych użytkowników standów w drodze do Kairu, Iggy odkrywa i prowadzi ich do rezydencji Dio, gdzie Kakyoin ponownie do nich dołącza. Przy wejściu do posiadłości grupa się rozdziela – Jotaro, Joseph i Kakyoin walczą z ostatnim z użytkowników standów egipskich bóstw, podczas gdy Polnareff, Avdol i Iggy przedzierają się przez wnętrze rezydencji. Jednak jeden z podwładnych Dio, Vanilla Ice, zabija Avdola i Iggy’ego, którzy poświęcają się, by uratować Polnareffa. Rozwścieczony Polnareff walczy z Vanilla Ice’em i odkrywa, że ten został przemieniony w wampira, podobnie jak Dio, o czym sam Vanilla Ice nie wiedział. Polnareff wypełnia pokój światłem, doprowadzając do rozpadu Vanilla Ice’a i mszcząc śmierć przyjaciół, których dusze spokojnie odchodzą do Nieba.
Jotaro, Joseph, Kakyoin i Polnareff w końcu stają naprzeciw Dio i uciekają z jego rezydencji. Rozpoczyna się pościg przez Kair, podczas którego Kakyoin konfrontuje się z Dio i jego standem, The World, którego zdolność Dio starał się za wszelką cenę utrzymać w tajemnicy (wcześniej zabił Enyę, by uniemożliwić jej przekazanie tej informacji bohaterom). Mimo że Kakyoin zostaje śmiertelnie ranny przez The World, udaje mu się ustalić, że stand Dio może zatrzymywać czas na pięć sekund, i przekazać tę informację Josephowi w ostatnich chwilach życia. Joseph przekazuje te wiedzę Jotaro, lecz sam szybko ginie z rąk Dio, który wykorzystuje jego krew, by zwiększyć czas zatrzymania do dziewięciu sekund. Z większością towarzyszy martwych i nieprzytomnym Polnareffem, Jotaro pozostaje sam w walce z Dio. Podczas starcia obaj odkrywają, że ich standy są podobne pod względem zasięgu, mocy i zdolności, co oznacza, że Jotaro również może korzystać z mocy The World do zatrzymywania czasu. Najpierw używa tej zdolności, by chwilowo się poruszać, gdy Dio zatrzymał czas, a później opanowuje pełne zatrzymanie czasu, gdy Dio próbuje go zmiażdżyć walcem. Dio próbuje wyprowadzić ostateczny cios, lecz kontratak Jotaro rozrywa The World na pół, zabijając Dio. Następnie Jotaro dokonuje transfuzji krwi Dio do Josepha i za pomocą Star Platinum wskrzesza go poprzez wznowienie akcji zatrzymanego serca (umiejętności, której wcześniej użył na sobie, udając martwego podczas walki z Dio). Dwaj Joestarowie następnie wystawiają ciało Dio na słońce, niszcząc wampira na dobre. Jotaro i Joseph żegnają Polnareffa przed powrotem do Japonii, podczas gdy Holly całkowicie wyzdrowiała.

## Produkcja
Początkowo planując serię jako trylogię, Araki chciał, aby ostateczna konfrontacja rozegrała się we współczesnej Japonii. Nie chciał jednak, by miała formę turnieju, co było popularne w „Shūkan Shōnen Jump” w tamtym czasie, i dlatego zdecydował, aby uczynić ją „filmem drogi”, inspirowanym powieścią W osiemdziesiąt dni dookoła świata. Wzorem dla postaci Jotaro był amerykański aktor Clint Eastwood, włącznie z jego pozami i powiedzeniami. Autor przyznał, że bohater może wydawać się „szorstki” w porównaniu do innych protagonistów z Jumpa, jednak doskonale pasuje do jego własnego wyobrażenia o bohaterze jako „samotniku”, który nie robi tego, co słuszne, dla uznania. Araki stwierdził, że noszenie przez Jotaro mundurka szkolnego na pustyni ma swoje korzenie w mandze Babel II autorstwa Mitsuteru Yokoyamy, a gdyby miał rysować tę część od nowa, wzorowałby standy na Tetsujin 28-gō. Araki pierwotnie wyobrażał sobie standy jako coś nieorganicznego napędzanego siłą życiową. Często inspiruje się przy ich tworzeniu przedmiotami takimi jak odzież, maski i lalki rdzennych ludów, co – po połączeniu z czymś biologicznym lub mechanicznym – nadaje projektowi unikatowy wygląd.
Araki powiedział, że wielu czytelników prosiło go o przywrócenie starszych postaci. Chociaż nie jest zwolennikiem wprowadzania ich z powrotem wyłącznie z powodu nostalgii, nie wahał się, aby Joseph z Battle Tendency powrócił i uratował swoją córkę, ponieważ jest to całkowicie zgodne z charakterem tej postaci. Autor rozważał wycofanie Josepha w połowie historii z powodu jego wieku, ale ostatecznie „zdał się na instynkt” w trakcie serializacji. Nadał mu rolę „nawigatora”, który wprowadza czytelników w temat rodziny Joestarów, Dio, hamonu i standów, a jego stand ma zdolności wspierające, a nie ofensywne. Ponieważ standy są kontynuacją hamonu, a hamon to energia życiowa, która rozprzestrzenia się po ciele dzięki oddychaniu, Araki uważał, że winorośle Hermit Purple, oplatające ciało Josepha, są wizualną reprezentacją tej idei.

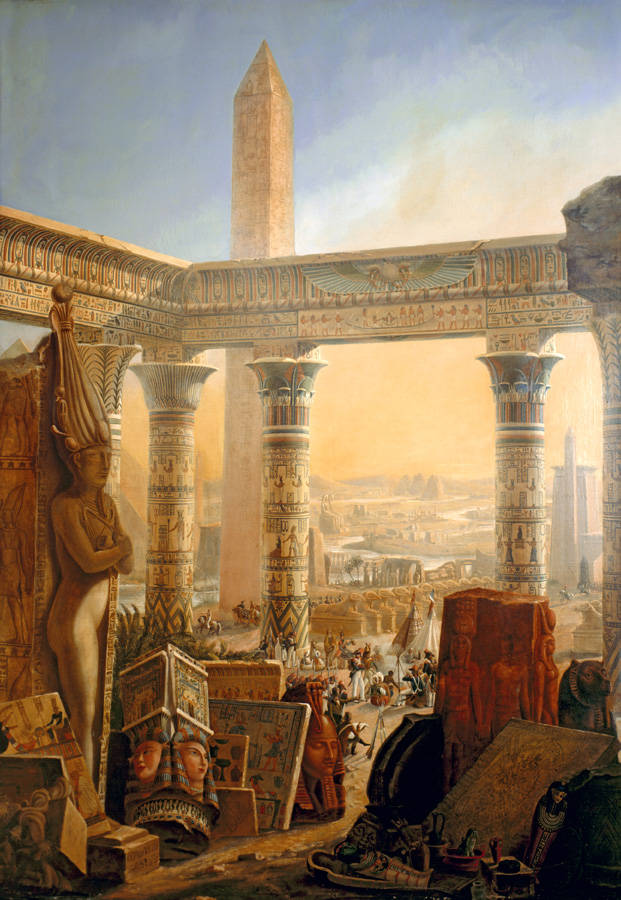
Skupienie się na Egipcie i włączenie Egipcjanina jako jednego z głównych bohaterów odzwierciedlało szerokie zainteresowanie japońskiego społeczeństwa „kolebkami cywilizacji”.

Araki nadał Avdolowi rolę „wiceprzywódcy”, który pełni funkcję nawigatora, a dzięki niezłomnej determinacji i silnemu poczuciu obowiązku jest osobą, na której reszta grupy może zawsze polegać. Araki powiedział, że nadał mu „etniczny” wygląd, aby miał pewne powiązanie z Egiptem, a w czasie publikacji zarówno on, jak i większość czytelników, byli mocno zainteresowani „kolebkami cywilizacji”, co sprawiło, że wygląd Avdola stał się „produktem tamtych czasów”. Aby nie pozwolić czytelnikom popaść w rutynę, Araki wyeliminował Avdola z akcji pod pretekstem jego śmierci. Chociaż zamierzał przywrócić go później, nie miał szczegółowych planów i po prostu pisał, co wydawało mu się naturalne. Z perspektywy czasu Araki czuł, że prawdopodobnie powinien dać Avdolowi moment, w którym odegrałby bardziej wiodącą rolę, ale uważał też, że nie wypadłby on dobrze w rankingu popularności postaci, ponieważ czytelnicy chcieli tylko więcej walk z Jotaro. Araki przyznał również, że stand Avdola był trudny do rysowania, ponieważ kontrolowanie ognia jest często spotykanym motywem w mandze i filmach, a jeśli „nie zachowa się odpowiedniego umiaru”, może to zaburzyć równowagę sił. W związku z tym ogień i trucizna to dwie zdolności, które autor jest gotów wyłączyć z przyszłego użytku.
Araki stwierdził, że stworzył Kakyoina jako kontrast dla Jotaro. Chociaż obaj noszą szkolne mundurki, dobrze dopasowany mundurek Kakyoina nadaje mu wygląd wzorowego ucznia, podczas gdy luźny mundurek Jotaro z dodatkowymi akcesoriami wskazuje na jego wizerunek buntownika. Kakyoin został również pierwszym prawdziwym przeciwnikiem Jotaro posiadającym stand, aby wizualnie przedstawić koncepcję umiejętności krótkiego i dalekiego zasięgu standów. Autor ujawnił, że zawsze czytał znak kanji w imieniu Kakyoina jako „Tenmei”, ale ku jego zaskoczeniu jego redaktor zatwierdził wymowę Noriaki do wersji tankōbon.
Aby Polnareff nie zlewał się z Jotaro i Josephem, nadano mu charakterystyczny wygląd i osobowość, co pozwoliło mu zabłysnąć na własny sposób, a jego kwestie wyróżniały się „na dobre i na złe”. Jako wszechstronna postać, która mogła wypowiadać zarówno zabawne, jak i poważne kwestie, „musiał” pojawiać się częściej. Więcej wystąpień oznaczało więcej walk, a ponieważ przetrwał wiele sytuacji na granicy życia i śmierci, Araki uważa, że Polnareff przeszedł największy rozwój w historii. Autor użył zagranicznych modeli jako odniesienia do jego fryzury, wzorując ją również na Rudolu von Stroheimie z Battle Tendency. Imię postaci zostało zainspirowane trzema ulubionymi Francuzami Arakiego: aktorami Alainem Delonem i Jean-Paulem Belmondo oraz muzykiem Michelem Polnareffem.
Ponieważ seria miała trwać długo, Araki bardzo starannie dobierał unikalnych użytkowników standów, przeciwko którym główna obsada miała stawać i określał momenty ich pojawienia się, aby utrzymać zainteresowanie czytelników. Zaprojektował Strength, Ebony Devil i Yellow Temperance w taki sposób, by ich wygląd i zdolności nie nakładały się na siebie. Jednak ponieważ były to pojedynki jeden na jeden, postanowił wprowadzić Hol Horse’a i J. Geila jako zespół. Araki zawsze planował, że Kakyoin i Polnareff przejdą na stronę Joestarów, ale nigdy nie planował tego samego dla Hol Horse’a. Chociaż stworzył kolorową ilustrację z Hol Horse’em obok grupy Joestarów i kilkukrotnie przywracał go w fabule, podejrzewa, że nie wprowadził go na stałe, ponieważ jego osobowość pokrywałaby się z Polnareffem. Araki wspomniał też, że nie nałożył zbyt wielu ograniczeń na stand Hol Horse’a, przez co jego moc „trochę wymknęła się spod kontroli” i w pewnym sensie pokrywała się ze Emerald Splash Kakyoina. Cenił jednak filozofię Hol Horse’a „po co być numerem jeden, skoro można być numerem dwa”, którą przeniósł później na Yoshikage Kirę w Diamond Is Unbreakable, a jego wygląd wyjętego spod prawa przypomina Gyro Zeppeliego ze Steel Ball Run i być może był inspirowany mangą Cobra autorstwa Buichiego Terasawy.
Nie mając żadnych ograniczeń co do tego, co może pojawić się w JoJo’s Bizarre Adventure, Araki wprowadził do serii zwierzęta, a nawet jedno z nich dołączyło do drużyny Joestarów. Chcąc dodać zwierzę jako pupila, wybrał psa, który według niego symbolizuje lojalność i przyjaźń. Wbrew temu, co mówił we wcześniejszym tomie, Araki ujawnił, że podobnie jak w przypadku Kakyoina i Polnareffa, początkowo nie planował, by Iggy dołączył do grupy. Chociaż uważa, że The Fool doskonale pasuje do Iggy’ego, po prostu okazało się, że była to ostatnia karta tarota, którą mógł przypisać, poza The World. Dodatkowo rozważał przypisanie The Fool przeciwnikowi, ale „wszystko po prostu wyszło tak, jak wyszło”. Po raz pierwszy Araki uczynił zwierzę główną postacią i po raz pierwszy pokazał zwierzę w walce; inspirację czerpał z mangi Ginga: Nagareboshi gin autorstwa Yoshihiro Takahashiego. Araki opisał The Fool jako reprezentację swojego idealnego projektu dla standu: zaczynając od psa, dodał maskę rdzennych Amerykanów, a potem opony samochodu. Trzeci element dodał, ponieważ magazyn „Shūkan Shōnen Jump” sponsorował wówczas samochód Formuły 1.
Mając już wcześniej zrealizowaną walkę hazardową w swoim mandze Cool Shock B.T., Araki chciał stworzyć kolejną w formie walki na standy, co doprowadziło do powstania postaci D’Arby’ego Starszego. Zdolność jego standu wzięła się z przekonania autora, że pieniądze i żetony, którymi gra się w prawdziwym życiu, są reprezentacją duszy. Będąc bardzo zadowolonym z tej walki, Araki wprowadził później młodszego brata D’Arby’ego. Patrząc wstecz, uważa, że bracia D’Arby oraz bracia Oingo i Boingo odróżniali JoJo’s Bizarre Adventure od innych mang, ponieważ pozwoliło mu to na dodanie znacznie większej różnorodności do walk. Wspomniał również, że doprowadziło to do pojedynku na kości w Diamond Is Unbreakable oraz walki żuków w JoJolionie.
Postać Enyi Geil była wzorowana na przerażających starszych kobietach z horrorów i stworzona po to, by odpowiedzieć na pytanie, jak Dio dowiedział się o standach. Jej stand również inspirowany był horrorami, w których nieznany wirus przybywa z kosmosu. Stand jej syna, przypominający mumię i syrenę, ponownie nawiązuje do filmów grozy. Enya ponownie wykorzystuje to, czego Araki nauczył się, tworząc Lisę Lisę w Battle Tendency; nadprzyrodzona podstawa standów i hamonu wyrównuje szanse na polu walki, umożliwiając kobietom i dzieciom dorównanie silnym mężczyznom.
Araki wspominał, jak jego redaktor nagle trafił do szpitala podczas publikacji finałowej walki między Jotaro a Dio. Bez jego cennych rad autor przyznał, że było to trudne, i zaczął panikować, gdy zbliżał się koniec.

## Manga
Seria ukazywała się w magazynie „Shūkan Shōnen Jump” od 3 kwietnia 1989 do 27 kwietnia 1992. Wydawnictwo Shūeisha zebrało jej 152 rozdziały w 16 tankōbonach, wydawanych od 5 grudnia 1989 do 4 sierpnia 1992. Między 18 czerwca a 18 października 2002 opublikowano 10-tomową edycję bunkoban. Od 5 lipca do 1 listopada 2013 wydawana była 5-tomowa edycja sōshūhen. Kolejna 10-tomowa kolekcja z nowymi okładkami autorstwa Arakiego została wydana między 4 lutego a 2 maja 2014 jako część linii JoJonium wraz z pierwszą i drugą częścią serii, Phantom Blood i Battle Tendency.
W Polsce edycja bunkoban została wydana w latach 2021–2023 przez wydawnictwo Japonica Polonica Fantastica.

### Edycja tankōbon
| Nr | Data wydania (język japoński) | ISBN (język japoński)  |
| -- | ----------------------------- | ---------------------- |
| 13 | 5 grudnia 1989                | ISBN 978-4-08-851069-9 |
| 14 | 9 lutego 1990                 | ISBN 978-4-08-851070-5 |
| 15 | 10 kwietnia 1990              | ISBN 978-4-08-851215-0 |
| 16 | 8 czerwca 1990                | ISBN 978-4-08-851216-7 |
| 17 | 8 sierpnia 1990               | ISBN 978-4-08-851217-4 |
| 18 | 8 października 1990           | ISBN 978-4-08-851218-1 |
| 19 | 4 grudnia 1990                | ISBN 978-4-08-851219-8 |
| 20 | 8 lutego 1991                 | ISBN 978-4-08-851220-4 |
| 21 | 10 maja 1991                  | ISBN 978-4-08-851564-9 |
| 22 | 10 lipca 1991                 | ISBN 978-4-08-851565-6 |
| 23 | 10 września 1991              | ISBN 978-4-08-851566-3 |
| 24 | 8 listopada 1991              | ISBN 978-4-08-851567-0 |
| 25 | 10 lutego 1992                | ISBN 978-4-08-851568-7 |
| 26 | 10 kwietnia 1992              | ISBN 978-4-08-851569-4 |
| 27 | 10 czerwca 1992               | ISBN 978-4-08-851570-0 |
| 28 | 4 sierpnia 1992               | ISBN 978-4-08-851634-9 |

### Edycja bunkoban
| Nr      | Język japoński       | Język japoński     | Język polski     | Język polski           |
| Nr      | Data wydania         | ISBN               | Data wydania     | ISBN                   |
| ------- | -------------------- | ------------------ | ---------------- | ---------------------- |
| 1 (8)   | 18 czerwca 2002      | ISBN 4-08-617791-9 | grudzień 2021    | ISBN 978-83-7471-838-7 |
| 2 (9)   | 18 czerwca 2002      | ISBN 4-08-617792-7 | luty 2022        | ISBN 978-83-7471-839-4 |
| 3 (10)  | 18 lipca 2002        | ISBN 4-08-617793-5 | kwiecień 2022    | ISBN 978-83-7471-840-0 |
| 4 (11)  | 18 lipca 2002        | ISBN 4-08-617794-3 | czerwiec 2022    | ISBN 978-83-8264-101-1 |
| 5 (12)  | 9 sierpnia 2002      | ISBN 4-08-617795-1 | sierpień 2022    | ISBN 978-83-8264-102-8 |
| 6 (13)  | 9 sierpnia 2002      | ISBN 4-08-617796-X | październik 2022 | ISBN 978-83-8264-103-5 |
| 7 (14)  | 18 września 2002     | ISBN 4-08-617797-8 | luty 2023        | ISBN 978-83-8264-104-2 |
| 8 (15)  | 18 września 2002     | ISBN 4-08-617798-6 | czerwiec 2023    | ISBN 978-83-8264-259-9 |
| 9 (16)  | 18 października 2002 | ISBN 4-08-617799-4 | sierpień 2023    | ISBN 978-83-8264-260-5 |
| 10 (17) | 18 października 2002 | ISBN 4-08-617800-1 | listopad 2023    | ISBN 978-83-8264-261-2 |

## Light novel
Na bazie serii powstały dwie light novel, do których ilustracje wykonał sam Araki. Pierwsza, zatytułowana po prostu Jojo no kimyō na bōken (jap. ジョジョの奇妙な冒険), została napisana przez Mayoriego Sekijimę i Hiroshiego Yamaguchiego i ukazała się w Japonii 4 listopada 1993. Druga, zatytułowana JoJo’s Bizarre Adventure: Over Heaven, została napisana przez Nisio Isina i ukazała się 16 grudnia 2011 z okazji 25. rocznicy powstania serii.

## Anime

### Seria OVA
Na podstawie mangi studio A.P.P.P. wyprodukowało 13-odcinkową serię OVA. Pierwsze 6 odcinków, które obejmowały drugą część historii, zostało wydanych na VHS i Laserdisc przez Pony Canyon w latach 1993–1994. Kiedy seria została wydana na DVD przez Klock Worx w latach 2000–2002, stworzono dodatkowe 7 odcinków, stanowiących prequel do wcześniejszych odcinków (które zostały następnie ponownie wydane z nową numeracją chronologiczną).

### Serial telewizyjny
Drugi sezon serialu anime, obejmujący trzecią część mangi, Stardust Crusaders, został oficjalnie ogłoszony w 47. numerze „Shūkan Shōnen Jump” z października 2013. Seria została ponownie wyprodukowana przez studio David Production, reżyserią zajęli się Naokatsu Tsuda, Kenichi Suzuki i Toshiyuki Katō, scenariusz napisała Yasuko Kobayashi, za reżyserię animacji i projekty postaci odpowiadał Masahiko Komino, a muzykę skomponował Yūgo Kanno. Anime emitowano na antenie Tokyo MX w dwóch częściach, po 24 odcinki każda: pierwsza od 5 kwietnia do 13 września 2014, a druga, nosząca podtytuł Battle in Egypt (jap. エジプト編 Ejiputo-hen), od 10 stycznia do 20 czerwca 2015. Motywem otwierającym pierwszej części anime jest „Stand Proud” autorstwa Jina Hashimoto, natomiast końcowym „Walk Like an Egyptian” w wykonaniu amerykańskiego zespołu The Bangles. Motyw otwierający drugą cześć, zatytułowany „JoJo sono chi no kioku ~end of THE WORLD~” (jap. ジョジョ その血の記憶～end of THE WORLD～), wykonuje zespół JO☆STARS ~TOMMY,Coda,JIN~, w skład którego wchodzą Hiroaki „Tommy” Tominaga, Coda i Jin Hashimoto. Z kolei motyw końcowy w drugiej części został zmieniony na utwór „Last Train Home” autorstwa Pat Metheny Group. Odcinek 27 zawierał unikalny motyw końcowy, zatytułowany „Aku-yaku Kyōsōkyoku” (アク役♢協奏曲, „Evil Concerto”), w wykonaniu Makoto Yasumury i Motoko Kumai, którzy wcielili się w postacie Oingo i Boingo. Utwór został ponownie wykorzystany w odcinkach 36 i 37, tym razem w wykonaniu Hidenobu Kiuchiego (Hol Horse) i Motoko Kumai.

## Kontrowersje
W maju 2008 zarówno wydawnictwo Shūeisha, jak i studio A.P.P.P. wstrzymały wysyłkę mangi i OVA JoJo’s Bizarre Adventure po złożeniu skargi przez grupę muzułmańskich protestujących online. Dotyczyła ona sceny z jednego z odcinków OVA, w której Dio czyta książkę zawierającą fragmenty Koranu. Wstrzymanie objęło również anglojęzyczne wydania, co spowodowało, że wydawnictwa Viz Media i Shūeisha zaprzestały publikacji na rok. Chociaż sama manga nie zawierała tej sceny, japoński wydawca poprosił Arakiego o przerysowanie kadrów, w których postacie walczą na dachach meczetów lub niszczą je. Viz Media wznowiło publikację rok później, a jedenasty tom został wydany 7 kwietnia 2009, kontynuując serię.

## Odbiór
W ankiecie z 2018 roku, przeprowadzonej wśród 17 000 fanów JoJo’s Bizarre Adventure, Stardust Crusaders zostało wybrane jako trzeci ulubiony wątek fabularny, zdobywając 17,3% głosów. Walka między Jotaro a Dio została uznana za ulubioną walkę w całej serii.
Recenzując Stardust Crusaders dla Anime News Network, Rebecca Silverman doceniła współpracę Josepha z części 2 z nowym protagonistą, Jotaro, oraz była pod wrażeniem tego, że Araki całkowicie wykluczył Dio z części 2, by przywrócić go dopiero w części 3. Na początku uznała zastąpienie hamonu standami za zrozumiałe, ale nieco rozczarowujące, ponieważ „szalone zdolności fizyczne i wygibasy” wynikające z hamonu były dużym źródłem zabawy w dwóch pierwszych częściach. Mimo to, w kolejnych recenzjach Silverman opisała późniejsze walki standów jako ekscytujące i pomysłowe.